# Liste der römischen Provinzen bis Diokletian
Die Liste der römischen Provinzen bis Diokletian stellt tabellarisch die wesentlichen Informationen zur Entwicklung der römischen Regionalstruktur bis zur Verwaltungsreform Diokletians dar. Diese Reform sowie die Entwicklung bis zur Reichsteilung von 395, als die faktische Teilung in das Weströmische Reich und das Oströmische Reich erfolgte, wird in der Liste der römischen Provinzen ab Diokletian dargelegt. Während Italien in der Spätantike ebenfalls in Provinzen aufgeteilt wurde, hatte es in der hier behandelten Zeit noch einen Sonderstatus und war kein Teil des Provinzsystems. Nicht aufgeführt werden die drei orientalischen Provinzen, die Kaiser Trajan 115/116 einrichtete, da sie bereits 117 wieder aufgegeben werden mussten.
Die Statthalter der meisten Provinzen kamen aus dem Senatorenstand, aus den Ranggruppen der ehemaligen Prätoren oder Konsuln. Ihr Titel lautete in der Kaiserzeit ab Augustus legatus Augusti pro praetore (kaiserliche Provinz) bzw. proconsul (öffentliche (fälschlich „senatorische“) Provinz). Statthalter, die als procurator oder praefectus bezeichnet wurden, stammten aus dem Ritterstand.
Eine alphabetische Liste aller römischen Provinzen unabhängig vom Zeitpunkt ihres Bestehens findet sich unter Liste der Provinzen des Römischen Reichs.
| Provinz                                                       | eingerichtet    | „senatorisch“ oder kaiserlich | Statthalter im 1.–3. Jahrhundert      | Hauptort                                                                     | Bemerkungen |
| ------------------------------------------------------------- | --------------- | ----------------------------- | ------------------------------------- | ---------------------------------------------------------------------------- | --- |
| Achaea                                                        | 27 v. Chr.      | senatorisch                   | Prokonsul prätorischen Ranges         | Col. Laus Iulia Corinthiensis (Korinth, Griechenland)                        | 146–27 v. Chr. Teil von Macedonia 15–44 n. Chr. mit Moesia und Macedonia kaiserliche Provinz                                                                                     |
| Aegyptus (Ägypten)                                            | 30 v. Chr.      | kaiserlich                    | Präfekt                               | Alexandria (Ägypten)                                                         | |
| Africa ab 27 v. Chr. „Africa proconsularis“                   | 146 v. Chr.     | senatorisch                   | Prokonsul konsularischen Ranges       | Karthago (Tunesien)                                                          | |
| Alpes Cottiae (Cottische Alpen)                               | 63 n. Chr.      | kaiserlich                    | Prokurator                            | Segusio (Susa, Italien)                                                      | zunächst Klientelstaat, nach dem Tod von König Cottius, Enkel des Marcus Iulius Cottius, Provinz                                                                                 |
| Alpes Graiae (Grajische Alpen); im 3. Jh. „Alpes Atrectionae“ | 41/54 n. Chr.   | kaiserlich                    | Prokurator                            | Forum Claudii Ceutronum (Aime, Frankreich)                                   | oft zusammen mit Alpes Poeninae verwaltet |
| Alpes Maritimae                                               | 8/7 v. Chr.     | kaiserlich                    | Prokurator                            | Eburodunum (Embrun, Frankreich); Cemenelum (Cimiez, Frankreich)              | |
| Alpes Poeninae                                                | 8/7 v. Chr.     | kaiserlich                    | Prokurator                            | Forum Claudii Vallensium (Martigny, Schweiz)                                 | siehe auch: Geschichte des Wallis |
| Arabia Petraea später nur Arabia                              | 106 n. Chr.     | kaiserlich                    | Legatus Augusti prätorischen Ranges   | Bostra (Syrien)                                                              | |
| Armenien                                                      | 114 n. Chr.     | kaiserlich                    | Prokurator                            | Artaxarta (Artaschat, Armenien)                                              | zunächst zusammen mit Cappadocia verwaltet, später dann Klientelkönigreich, zeitweise unter der Herrschaft der Parther                                                           |
| Asia                                                          | 129 v. Chr.     | senatorisch                   | Prokonsul konsularischen Ranges       | Ephesos (Türkei)                                                             | |
| Bithynia et Pontus                                            | 64 v. Chr.      | senatorisch                   | Proconsul prätorischen Ranges         | Nikomedia (İzmit, Türkei) Nikaia (İznik, Türkei)                             | |
| Britannia (Britannien)                                        | 43 n. Chr.      | kaiserlich                    | Legatus Augusti consularischen Ranges | Londinium (London, Vereinigtes Königreich)                                   | 212/213 in Britannia superior und Britannia inferior aufgeteilt |
| Britannia inferior                                            | 212/213 n. Chr. | kaiserlich                    | Legatus Augusti praetorischen Ranges  | Eboracum (York, Vereinigtes Königreich)                                      | bei der Aufteilung Britannias entstanden |
| Britannia superior                                            | 212/213 n. Chr. | kaiserlich                    | Legatus Augusti consularischen Ranges | Londinium (London, Vereinigtes Königreich)                                   | bei der Aufteilung Britannias entstanden |
| Cappadocia (Kappadokien)                                      | 18 n. Chr.      | kaiserlich                    | Prokurator                            | Caesarea (Kayseri, Türkei)                                                   | ca. 69–98 n. Chr. mit Galatia vereinigt |
| Cilicia (Kilikien)                                            | 80/79 v. Chr.   | kaiserlich                    | Legatus Augusti praetorischen Ranges  | Tarsus (Türkei)                                                              | |
| Creta et Cyrene (Kreta und Kyrene)                            | 67 v. Chr.      | senatorisch                   | Prokonsul prätorischen Ranges         | Gortyn (Griechenland)                                                        | |
| Cyprus (Zypern)                                               | 58 v. Chr.      | senatorisch                   | Proconsul praetorischen Ranges        |                                                                              | |
| Cyrenaica (Kyrenaika)                                         | 74 v. Chr.      |                               |                                       | Cyrene (Kyrene, Libyen)                                                      | 66 v. Chr. aufgeteilt zwischen Africa und Creta et Cyrene |
| Dacia (Dakien)                                                | 106 n. Chr.     | kaiserlich                    | Legatus Augusti konsularischen Ranges | Ulpia Traiana Sarmizegetusa (Rumänien)                                       | 119 n. Chr. in Dacia superior und Dacia inferior aufgeteilt |
| Dacia inferior                                                | 119 n. Chr.     | kaiserlich                    | Legatus Augusti praetorischen Ranges  |                                                                              | 167 n. Chr. zu Tres Daciae zusammengefasst |
| Dacia superior                                                | 119 n. Chr.     | kaiserlich                    | Legatus Augusti praetorischen Ranges  |                                                                              | 167 n. Chr. zu Tres Daciae zusammengefasst |
| Tres Daciae                                                   | 167 n. Chr.     | kaiserlich                    | Legatus Augusti consularischen Ranges |                                                                              | 271 n. Chr. aufgegeben |
| Dacia mediterranea                                            | 271 n. Chr.     |                               |                                       | Serdica (Sofia, Bulgarien)                                                   | bei der Aufteilung von Moesia superior entstanden |
| Dacia ripensis                                                | 271 n. Chr.     |                               |                                       | Ratiaria (Bulgarien)                                                         | bei der Aufteilung von Moesia superior entstanden |
| Epirus                                                        | 67 n. Chr.      | kaiserlich                    | Prokurator                            | Arta (Griechenland); Nikopolis (Preveza, Griechenland)                       | |
| Galatia (Galatien)                                            | 25 v. Chr.      | kaiserlich                    | Legatus Augusti praetorischen Ranges  | Sebaste Tectosagum (Ankara, Türkei)                                          | ca. 69–98 n. Chr. mit Cappadocia vereinigt |
| Gallia (Gallien) oder „Gallia comata“, „Tres Galliae“         | 51 v. Chr.      |                               |                                       |                                                                              | 17 n. Chr. in Gallia Belgica, Lugdunensis und Aquitania aufgeteilt |
| Gallia Aquitania (Aquitanien) später nur „Aquitania“          | 17 n. Chr.      | kaiserlich                    | Legatus Augusti praetorischen Ranges  | Burdigala (Bordeaux, Frankreich)                                             | bei der Aufteilung Gallias entstanden |
| Gallia Belgica                                                | 17 n. Chr.      | kaiserlich                    | Legatus Augusti praetorischen Ranges  | Durocortorum (Reims, Frankreich)                                             | bei der Aufteilung Gallias entstanden |
| Gallia cisalpina oder „Gallia citerior“                       | 203 v. Chr.     |                               |                                       |                                                                              | 41 v. Chr. zu Italien |
| Gallia Lugdunensis später nur „Lugdunensis“                   | 17 n. Chr.      | kaiserlich                    | Legatus Augusti praetorischen Ranges  | Lugdunum (Lyon, Frankreich)                                                  | bei der Aufteilung Gallias entstanden |
| Gallia transalpina später Gallia Narbonensis                  | 121 v. Chr.     | senatorisch                   | Proconsul praetorischen Ranges        | Narbo (Narbonne, Frankreich)                                                 | |
| Germania inferior                                             | 82/90 n. Chr.   | kaiserlich                    | Legatus Augusti consularischen Ranges | Col. Claudia Ara Agrippinensium (Köln, Deutschland)                          | zuvor Militärbezirk unter kaiserlichem Legatus consularischen Ranges |
| Germania superior                                             | 82/90 n. Chr.   | kaiserlich                    | Legatus Augusti consularischen Ranges | Mogontiacum (Mainz, Deutschland)                                             | zuvor Militärbezirk unter kaiserlichem Legatus consularischen Ranges. Wurde unter Kaiser Domitian (81–96) um die Agri decumates erweitert, die nach 282 endgültig verloren ging. |
| Hispania Baetica später nur „Baetica“                         | 14 v. Chr.      | senatorisch                   | Proconsul praetorischen Ranges        |                                                                              | bei der Aufteilung von Hispania ulterior entstanden |
| Hispania citerior ab 27 v. Chr. Hispania Tarraconensis        | 197 v. Chr.     | kaiserlich                    | Legatus Augusti consularischen Ranges | Tarraco (Tarragona, Spanien)                                                 | |
| Hispania ulterior                                             | 197 v. Chr.     |                               |                                       |                                                                              | 27 v. Chr. in Baetica und Lusitania aufgeteilt |
| Illyricum (Illyrien)                                          | 168 v. Chr.     |                               |                                       | Sirmium (Sremska Mitrovica, Serbien)                                         | 8 v. Chr. in Illyricum superius und inferius aufgeteilt |
| Illyricum inferius ab Mitte 1. Jh. Pannonia (Pannonien)       | 8 v. Chr.       |                               |                                       | Carnuntum (Österreich)                                                       | um 103 n. Chr. in Pannonia superior und inferior aufgeteilt |
| Illyricum superius ab Mitte 1. Jh. Dalmatia (Dalmatien)       | 8 v. Chr.       | kaiserlich                    | Legatus Augusti consularischen Ranges | Salona (Solin, Kroatien)                                                     | |
| Iudaea (Judäa) ab 135 „Syria Palaestina“                      | 44 v. Chr.      | kaiserlich                    | Prokurator                            | Hierosolyma/Aelia Capitolina (Jerusalem, Israel); Caesarea Maritima (Israel) | seit Vespasian mit einem Praetorier, seit 135 mit einem Consular |
| Lusitania                                                     | um 13 v. Chr.   | kaiserlich                    | Legatus Augusti praetorischen Ranges  | Emerita Augusta (Mérida, Spanien)                                            | bei der Aufteilung von Hispania ulterior entstanden |
| Lycia (Lykien) ab 74 Lycia et Pamphylia                       | 43 n. Chr.      | kaiserlich                    | Legatus Augusti praetorischen Ranges  | Patara (Gelemiş, Türkei)                                                     | ab 165 n. Chr. senatorische Provinz |
| Macedonia (Makedonien)                                        | 148 v. Chr.     | senatorisch                   | Proconsul praetorischen Ranges        | Thessaloniki (Griechenland)                                                  | 15–44 n. Chr. mit Moesia und Achaia kaiserliche Provinz |
| Mauretania Caesariensis                                       | 40 n. Chr.      | kaiserlich                    | Prokurator                            | Caesarea (Algerien)                                                          | |
| Mauretania Tingitana                                          | 40 n. Chr.      | kaiserlich                    | Prokurator                            | Tingis (Tanger, Marokko)                                                     | |
| Mesopotamia (Mesopotamien)                                    | 195–198 n. Chr. |                               |                                       |                                                                              | |
| Moesia                                                        | 15 n. Chr.      | kaiserlich                    | Legatus Augusti consularischen Ranges |                                                                              | 15–44 n. Chr. mit Macedonia und Achaia kaiserliche Provinz um 85 n. Chr. in Moesia inferior und superior aufgeteilt                                                              |
| Moesia inferior                                               | um 85 n. Chr.   | kaiserlich                    | Legatus Augusti consularischen Ranges | Oescus (Bulgarien)                                                           | |
| Moesia superior                                               | um 85 n. Chr.   | kaiserlich                    | Legatus Augusti consularischen Ranges | Viminatium (Kostolac, Serbien); Singidunum (Belgrad, Serbien)                | 271 n. Chr. in Dacia ripiensis und Dacia mediterranea aufgeteilt |
| Noricum                                                       | 37/54 n. Chr.   | kaiserlich                    | Prokurator                            | Virunum (Zollfeld, Österreich)                                               | seit etwa 175 n. Chr. mit einem Praetorier |
| Numidia (Numidien)                                            | 198/199 n. Chr. | kaiserlich                    | Legatus Augusti praetorischen Ranges  | Cirta (Constantine, Algerien)                                                | |
| Pannonia inferior                                             | um 103 n. Chr.  | kaiserlich                    | Legatus Augusti praetorischen Ranges  | Aquincum (Budapest, Ungarn)                                                  | bei der Aufteilung von Pannonien entstanden seit 213 n. Chr. mit einem Consular                                                                                                  |
| Pannonia superior                                             | um 103 n. Chr.  | kaiserlich                    | Legatus Augusti consularischen Ranges | Carnuntum (Österreich)                                                       | bei der Aufteilung von Pannonien entstanden |
| Raetia                                                        | 8/7 v. Chr.     | kaiserlich                    | Prokurator                            | Cambodunum (Kempten, Dtl.); Augusta Vindelicum (Augsburg, Dtl.)              | seit etwa 166 n. Chr. mit einem Praetorier |
| Sardinia et Corsica (Sardinien und Korsika)                   | 227 v. Chr.     | senatorisch                   | Proconsul praetorischen Ranges        | Aléria (Frankreich); Calares (Cagliari, Italien)                             | |
| Sicilia (Sizilien)                                            | 241 v. Chr.     | senatorisch                   | Proconsul praetorischen Ranges        | Syracusae (Syrakus, Italien)                                                 | Roms älteste Provinz |
| Syria                                                         | 63 v. Chr.      | kaiserlich                    | Legatus Augusti consularischen Ranges | Emesa (Homs, Syrien)                                                         | 193/194 n. Chr. aufgeteilt in Syria Coele und Syria Phoenice |
| Syria Coele                                                   | 193/194 n. Chr. | kaiserlich                    | Legatus Augusti consularischen Ranges | Emesa (Homs, Syrien)                                                         | |
| Syria Phoenice                                                | 193/194 n. Chr. | kaiserlich                    | Legatus Augusti praetorischen Ranges  |                                                                              | |
| Thracia (Thrakien)                                            | 44 n. Chr.      | kaiserlich                    | Prokurator                            | Philippopolis (Plowdiw, Bulgarien)                                           | seit Trajan mit einem Praetorier |